# Мехоскубина
Мехоскубина је у средњовековној Србији била глоба за чупање браде (скубеж) приликом туче себара.

## Историја
Мехоскубина се помиње у 98. члану Душановог законика. Он прописује да се мехоскубина плаћа шест перпера (72 динара). У издањима Душановог законика Стојана Новаковића и Николе Радојчића према Призренском рукопису, члан који се односи на мехоскубину носи наслов "О скубежи себара", док у Атонском рукопису наслови за 97. и 98. члан су "О скубежи". Мехоскубина се, поред Душановог законика, помиње у неколико повеља српског краља Милутина. Помиње се у Бањској повељи према којој се плаћа 18 динара на властелинству манастира Бањска. Помен мехоскубине налазимо и у Старом српском законику исписаном на зиду манастира Грачанице као део Грачаничке повеље. Казна је износила 6 динара на грачаничком властелинству. Висина мехоскубине према Душановом законику зависила је од друштвеног слоја коме окривљени припада. Члан 97. штити достојанство властеле и добрих људи, док 98. члан једино одређује казну за сеоску тучу. Мехоскубина се плаћала господару, а не оштећеном. Законодавац се концентрише на глобу, а не на оштећеног. У новијим преписима Душановог законика стоји да приликом оваквог прекршаја оба себра треба да плате по 12 перпера (Раванички и Текелијин-Софијски рукопис). 